# Poligamia na Indonésia
A poligamia na Indonésia é legal, a maior população muçulmana do mundo. A poligamia na Indonésia não é praticada apenas por muçulmanos, mas também geralmente feita por minorias não-muçulmanas, como os balineses e os papuas. Um homem muçulmano pode ter até quatro esposas. Conforme permitido pelo Islã, um homem pode casar mais de uma vez, desde que as trate igualmente e possa sustentar financeiramente todas elas. Apesar dessa legalidade religiosa, a poligamia tem enfrentado uma das mais intensas oposições do que qualquer outra nação, com a maioria formada por muçulmanos. Restrições recentes trouxeram penalidades mais duras para sindicatos poligâmicos ilegalmente contraídos e a poligamia está em declínio. Os militares indonésios só podem praticar a poligamia se a religião permitir. Além disso, ele deve provar ao governo que sua primeira esposa é incapaz de realizar seus deveres como esposa. A poligamia sob o hinduísmo balinês é sancionada e irrestrita, mas o casamento é regulado pelo poradat (costumes tradicionais). Embora os casamentos polígamos sejam praticados em Bali, a natureza da poligamia hindu não foi incluída nos debates nacionais sobre direito do casamento. Os habitantes nativos de Papua Ocidental e Papua têm praticado a poligamia muito antes da chegada dos missionários cristãos. Os papuas que escolhem ainda praticar casamentos polígamos depois de serem cristãos geralmente conduzem os casamentos de adat em vez do matrimônio da igreja. Em uma nota separada, um estudo descobriu que políticos poligâmicos são muito menos propensos a ganhar votos femininos do que os políticos monogâmicos.

## Proibição completa da poligamia
No final de abril de 2008, uma manifestação de mulheres indonésias liderou um protesto contra as leis do país que permitem a poligamia e os casamentos poligâmicos; exortando o governo a promulgar uma proibição completa sobre tais casamentos. Verificou-se que os políticos indonésios masculinos eram em grande parte opostos, e tal proibição ainda não ocorreu.